# Südliche Glanz-Krabbenspinne

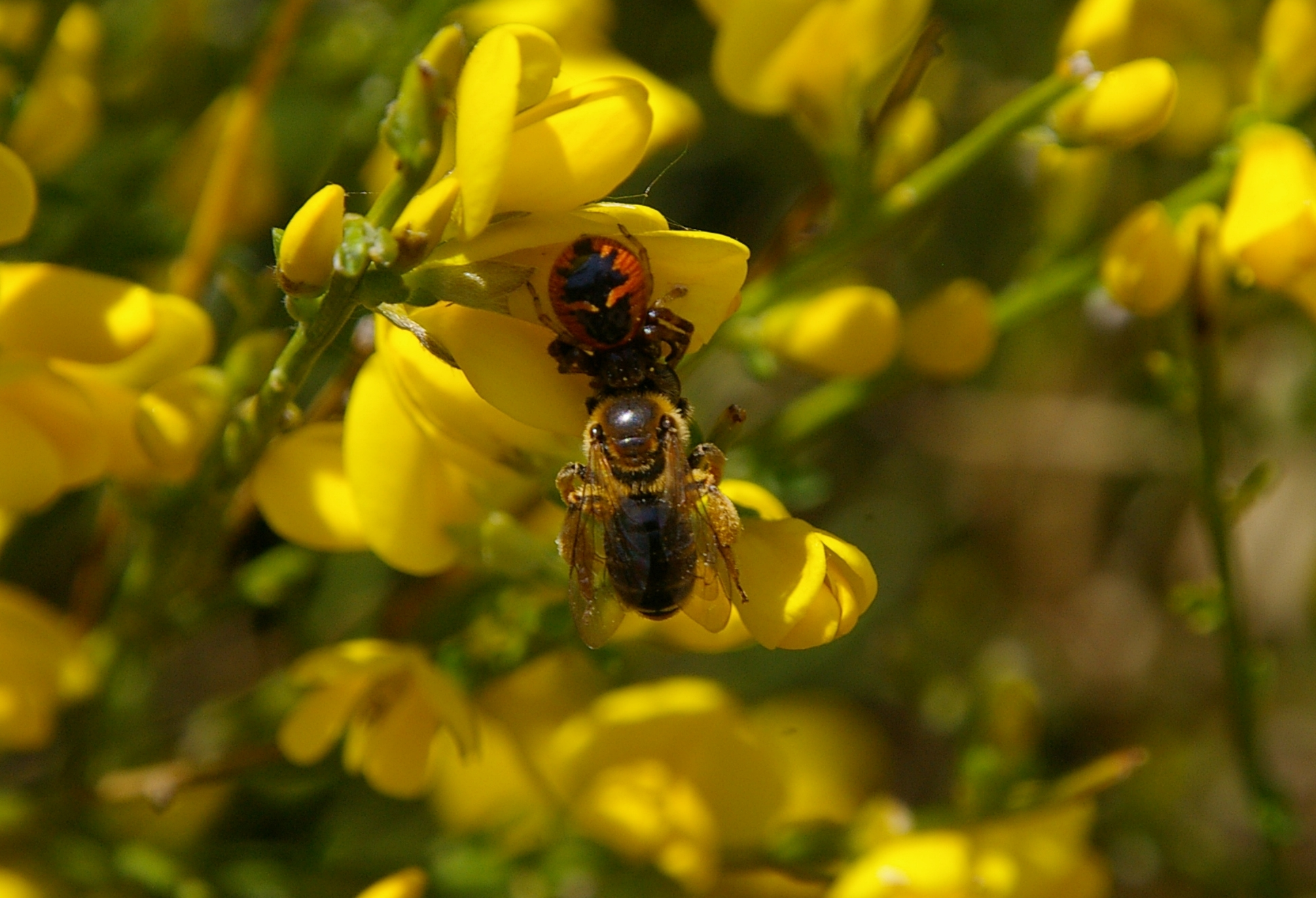
Südliche Glanz-Krabbenspinne mit einer Biene

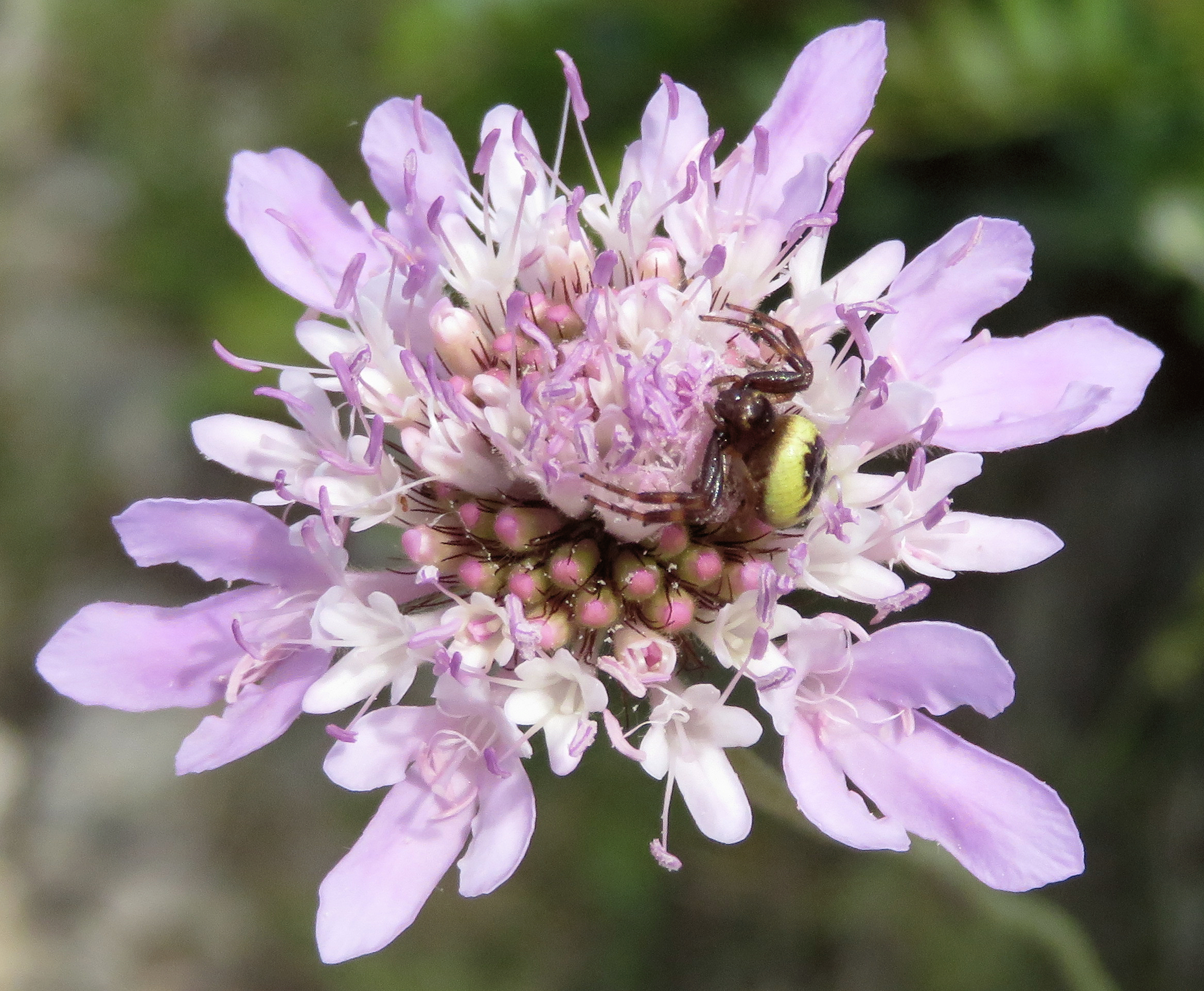
Südliche Glanz-Krabbenspinne in Scabiosa spec.

Die Südliche Glanz-Krabbenspinne (Synema globosum, Syn.: Synaema globosum) ist eine der 40 in Mitteleuropa vorkommenden Arten aus der Familie der Krabbenspinnen (Thomisidae).

## Beschreibung
Die Weibchen der Südlichen Glanz-Krabbenspinne erreichen durchschnittlich 8 mm, die Männchen nur 4 mm. Neben der Färbung sind die auf Erhebungen stehenden Seitenaugen markant, wobei die vorderen höher stehen. Prosoma und die Beine sind schwarz und dunkel-braun gezeichnet. Besonders auffällig ist die Oberseite des kreisrunden Opisthosomas, das auf gelbem bis rötlichem Grund in beiden Geschlechtern eine breite, schwarze, seitlich ausgefranste Zeichnung besitzt.

## Lebensweise und Verbreitung
Die Tiere lauern auf ihre Opfer auf Doldenblütlern (Apiaceae) und anderen Blütenpflanzen, meist auf gelben oder roten Blüten und Blättern. Die erwachsenen Tiere können von Mai bis August entdeckt werden.
Die Art ist von allen europäischen Vertretern am weitesten verbreitet, fehlt allerdings im Norden (daher nicht in England und dem mittleren und westlichen Skandinavien). Nach Süden nehmen die Bestände deutlich zu. Sie ist auch von den Kanarischen Inseln bekannt, wobei es unsicher ist, ob sich dort bereits eine eigenständige Unterart entwickelt hat. In Deutschland liegen die meisten Nachweise in den Flussniederungen südlich des Mains, aber gelegentlich wird die Art auch noch weiter im Norden an der Elbe angetroffen.

## Systematik
Aus der Gattung Synema sind vier europäische Arten bekannt. Die drei anderen Arten sind folgendermaßen verbreitet:
- Synema ornatum (Thorell, 1875): Ungarn, Ukraine und Südrussland.
- Synema plorator (O.P.-Cambridge, 1872): südöstliches Europa (Südrussland bis Kreta).
- Synema utotchkini Marusik & Logunov, 1995: Südrussland

Weltweit sind mehr als 120 Arten aus der Gattung Synema beschrieben: Nearktis: 3, Neotropis: 44, Paläarktis: 15, Afrotropis: 51, Orientalis: 7, Australis: 2.
Früher wurden zahlreiche Unterarten unterschieden. Heute unterscheidet man neben der Nominatform Synema globosum globosum (Fabricius, 1775) nur noch die in Russland vorkommende Unterart Synema globosum nigriventre Kulczyński, 1901.